# De Pere (Wisconsin)
De Pere es una ciudad ubicada en el condado de Brown en el estado estadounidense de Wisconsin. En el Censo de 2010 tenía una población de 23.800 habitantes y una densidad poblacional de 747,34 personas por km².

## Geografía
De Pere se encuentra ubicada en las coordenadas 44°26′2″N 88°4′38″O / 44.43389, -88.07722. Según la Oficina del Censo de los Estados Unidos, De Pere tiene una superficie total de 31.85 km², de la cual 29.98 km² corresponden a tierra firme y (5.85%) 1.86 km² es agua.

## Demografía
Según el censo de 2010, había 23.800 personas residiendo en De Pere. La densidad de población era de 747,34 hab./km². De los 23.800 habitantes, De Pere estaba compuesto por el 93.97% blancos, el 0.89% eran afroamericanos, el 1.18% eran amerindios, el 1.47% eran asiáticos, el 0.03% eran isleños del Pacífico, el 0.67% eran de otras razas y el 1.79% pertenecían a dos o más razas. Del total de la población el 2.15% eran hispanos o latinos de cualquier raza.